# Roger Courtois
Roger Courtois (* 30. Mai 1912 in Genf/Schweiz; † 5. Mai 1972) war ein schweizerisch-französischer Fußballspieler und -trainer. Er kam als Mittelstürmer zum Einsatz. Ursprünglich von Urania in Genf, feierte er seine größten Erfolge in den 1930ern in Frankreich beim FC Sochaux, mit dem er Meister und Pokalsieger wurde. In jener Zeit wurde er auch zweimal Ligatorschützenkönig und trat 22 Mal für die französische Nationalmannschaft an. In den Kriegsjahren wurde Courtois Schweizer Pokalsieger mit Lausanne. Als Trainer führte er 1956 den Zweitligisten Troyes-Savinienne in das Pokalfinale.

## Spielerkarriere

### Verein
Der Sohn französischer Eltern unternahm seine ersten fußballerischen Schritte in seinem Schweizer Geburtsort bei Urania Genève. 1933 wechselte Courtois in die französische Profiliga zum FC Sochaux, wo er auf Anhieb groß einschlug. Er landete in seiner ersten Saison gleich auf Platz 3 der Torjägerliste (23 Treffer) und wurde noch während der Hinrunde erstmals in die französische Nationalelf berufen. In der folgenden Saison 1934/35 gewann er mit Sochaux die französische Meisterschaft und trug erheblich zum Titelgewinn der Mannschaft bei. 29 Saisontreffer reichten diesmal für den zweiten Platz unter den erfolgreichsten Ligatorschützen – gleich hinter seinem Vereinskollegen Trello Abegglen; 59 der 94 Treffer der Sochaliens stammten von diesem Duo.
Im Jahr darauf wurde der FC Sochaux zwar nur Ligavierter, aber Courtois konnte seine Bestmarke erneut erhöhen und wurde mit 34 Toren Torschützenkönig – vor dem für Racing Strasbourg antretenden  Ossi Rohr mit 28 Treffern. In der Saison 1936/37 warf Courtois eine Verletzung zurück; er konnte in nur 19 Ligaspielen mitwirken, aber als Entschädigung stand er im Finale des Landespokals (2:1 gegen Racing Strasbourg) wieder in der Sturmmitte seiner Elf. 1938 hatte er zu alter Form zurückgefunden und gewann seinen zweiten Meistertitel, zu dem er auch erneut beitragen konnte (22 Treffer, Platz 5 unter den Torjägern). In der letzten Vorkriegssaison wurde er mit 27 Erfolgen zum zweiten Mal Torschützenkönig. Courtois hatte von 1935 bis 1939 in jedem Jahr einen Titel gewonnen – mit der Mannschaft oder individuell.
Bald nach dem Einmarsch und der Besetzung Frankreichs durch die deutsche Wehrmacht wurde der Soldat Courtois gefangen genommen. Im Anschluss an seine aus gesundheitlichen Gründen erfolgte Freilassung (1941) kehrte er in die Schweiz zurück; dort spielte er bald wieder Fußball bei Lausanne-Sports, mit denen er 1944 auch in der Schweiz Meisterschaft und Landespokal gewinnen konnte. Nach der Befreiung Frankreichs zog es ihn zum FC Sochaux zurück, mit dem er in der Spielzeit 1945/46 aus der Division 1 ab- und 1947 gleich wieder in diese aufstieg. Im Zweitligajahr schossen Courtois und seine Mitspieler in 42 Punktspielen 141 Tore. Den Rang als bester Schütze seines Teams musste Courtois in diesen Jahren allerdings an den Tschechen Josef Humpál abtreten. Bis 1952 spielte Courtois dort noch in der höchsten Klasse; als er aufhörte, war er längst zum „Denkmal“ geworden; mit 192 Erstligatoren ist er der erfolgreichste Schütze, den der FC Sochaux bis heute je hatte.

### Nationalmannschaft
Zwischen Dezember 1933 und März 1947 bestritt Courtois 22 Länderspiele für die französische Nationalmannschaft und erzielte dabei 10 Treffer. Der Zweite Weltkrieg verhinderte eine größere Zahl an internationalen Einsätzen: zwischen seinem vorletzten (Januar 1940) und seinem letzten Spiel für die Mannschaft lagen mehr als sieben Jahre. In seinem letzten Spiel im Nationaldress lief Courtois zudem als Mannschaftsführer auf.
Bei den Weltmeisterschafts-Endrunden 1934 und 1938 gehörte Courtois jeweils zum französischen Aufgebot, wurde aber in keinem der insgesamt drei französischen Spiele eingesetzt – die Trainer gaben bei beiden Turnieren Jean Nicolas den Vorzug in der Sturmmitte.

## Trainerkarriere
Mit 40 Jahren wechselte Courtois in die zweite Liga zur AS Troyes-Savinienne, wo er zunächst als Spielertrainer arbeitete, und stieg mit dem Verein 1954 erneut in die Division 1 auf. Courtois konzentrierte sich zunehmend auf die Arbeit neben der Seitenlinie, und obwohl seine Mannschaft 1956 wieder absteigen musste, erreichte sie das Endspiel des Coupe de France, in dem Troyes dann allerdings gegen UA Sedan-Torcy unterlag. Im selben Jahr bestritt Courtois im Alter von 44 Jahren sein letztes Punktspiel und schoss sein letztes Erstligator.

## Stationen
- Urania de Genève (Schweiz, bis 1933)
- FC Sochaux-Montbéliard (1933–1939)
- Lausanne-Sports (Schweiz, 1941–1945)
- FC Sochaux-Montbéliard (1945–1952)
- AS Troyes-Savinienne (1952–1957, als Spielertrainer; 1956/57 nur noch als Trainer)

## Erfolge
- Französischer Meister: 1935, 1938
- Französischer Pokalsieger: 1937 (und Finalist 1956 als Trainer)
- Schweizer Meister: 1944
- Schweizer Pokalsieger: 1944
- Torschützenkönig der Division 1: 1936, 1939
- sechstbester französischer Erstligatorschütze aller Zeiten
- 22 A-Länderspiele, 10 Tore

| Personendaten    | Personendaten                |
| ---------------- | ---------------------------- |
| NAME             | Courtois, Roger              |
| KURZBESCHREIBUNG | französischer Fußballspieler |
| GEBURTSDATUM     | 30. Mai 1912                 |
| GEBURTSORT       | Genf, Schweiz                |
| STERBEDATUM      | 5. Mai 1972                  |